# Southern Pines
Southern Pines è una città degli Stati Uniti d'America situata nella Carolina del Nord, nella Contea di Moore.